# Leopold Fitzinger
Leopold Joseph Franz Johann Fitzinger (Viena, 13 de abril de 1802-Hietzing, 20 de septiembre de 1884) fue un zoólogo austríaco.

## Biografía
Fue un apasionado de la historia natural y particularmente de las plantas desde su juventud. Se hizo aprendiz de un farmacéutico a la edad de 14 años. Comenzó a frecuentar la Universidad de Viena donde siguió los cursos de botánica de Nikolaus Joseph von Jacquin, pero interrumpió sus estudios a partir de 1817. Por entonces se convirtió en asistente del Museo de Historia Natural de Viena, dirigido por el cuñado de Jacquin, Carl Franz Anton Ritter von Schreibers (1775-1852), donde trabajó durante 27 años, hasta 1844. Se ocupó hasta 1835 de los vertebrados inferiores, pero añadió los mamíferos a sus funciones en 1835.
En reconocimiento a su trabajo, obtiene el título de doctor honorario de la Universidad de Königsberg (1833) y de la Universidad de Halle (Sajonia-Anhalt) (1834). Deja el museo en 1861 y dirige durante unos años los zoos de Múnich y de Budapest.
Fitzinger trabajó con un amplio espectro de animales. En 1826 publica Neue Classification der Reptilien, ensayo sobre la clasificación de las especies basado en parte en los trabajos de sus amigos Wilhelm Hemprich (1796-1825) y Heinrich Boie (1794-1827). En 1843 publica Systema Reptilium, que cubre de hecho solo los gecos, los camaleones y las iguanas. En 1864 publica un atlas mundial de los reptiles y los anfibios que gozó de gran popularidad y que incluía 108 grabados espléndidos.
La importancia de su obra es reconocida por numerosas sociedades científicas de todo el mundo y que le otorgan el título de miembro honorario.
Estuvo influido por filósofos naturalistas como Lorenz Oken (1779-1851), Johann Baptist von Spix (1781-1826) y Johann Jakob Kaup (1803-1873) y persuadido de que la diversidad de los organismos se ajusta a un orden preestablecido que se repite invariablemente. Para Fitzinger, los números 3 y 5 deben encontrarse en la organización de la clasificación, por lo que el organiza sus categorías de forma que se ajusten a este esquema. Es por este motivo por el que se opone a las ideas desarrolladas por Charles Darwin (1809-1882). A pesar de este aspecto muy artificial, numerosos géneros y especies catalogados por él todavía se conservan en la actualidad.

## Publicaciones
- 1826. Neue Classification der Reptilien, Heubner, Viena, 128 pp. (texto completo en formato PDF).
- 1835. Entwurf einer systematischen Anordnung der Schildkröten nach den Grundsätzen der natürlichen Methode.
- 1843. Systema Reptilium (texto completo en formato PDF).
- 1850. Über der Proteus anuinus der Autoren.
- 1864. Bilder-Atlas zur wissenschaftlich-populären Naturgeschichte der Vögel in ihren sämmtlichen Hauptformen. Viena, doi:10.5962/bhl.title.48612

## Abreviatura (zoología)
La abreviatura Fitzinger  se emplea para indicar a Leopold Fitzinger como autoridad en la descripción y taxonomía en zoología.